# Lithobates montezumae
Espèce
Synonymes
- Rana montezumae Baird, 1854
- Rana adrita Troschel, 1865
- Rana montezumae concolor Cope, 1887

Statut de conservation UICN

 LC  : Préoccupation mineure
Lithobates montezumae est une espèce d'amphibiens de la famille des Ranidae.

## Répartition
Cette espèce est endémique du centre du Mexique,. 

## Publication originale
- Baird, 1854 : Descriptions of new genera and species of North American Frogs. Proceedings of the Academy of Natural Sciences of Philadelphia, vol. 7, p. 59–62  (texte intégral).